# Старий Град (місто)
Старий Град (хорв. Stari Grad, італ. Cittàvecchia, двнгр. Pharos) — портове місто в Хорватії, в західній частині острова Хвар, яке адміністративно належить до Сплітсько-Далматинської жупанії. Порт є одним з найважливіших на острові. За даними перепису 2001 р. саме місто налічувало 1189 жителів, бувши третім за величиною містом острова, а однойменна громада — 2817 осіб, понад 95 % з яких становили хорвати.
Старий Град сполучено з материком автомобільними поромами, які курсують до Спліта, Анкона і Пескари, та прибережним поромом за маршрутом Рієка — Дубровник.
У 2008 році ще з античних часів освоєну в сільськогосподарському відношенні рівнину на схід від міста Старі Град було занесено до списку об'єктів Всесвітньої спадщини ЮНЕСКО. До визначних місць належить також історичне Старе місто на південній стороні порту, що виникло в XVI—XIX сторіччях
Початкове поселення Парос (Pharos) було засновано в 384 р. до н. е. грецькими колоністами з острова Парос. Мозаїка під вуличною бруківкою свідчить про минулі часи. Старі Град з 1205 р. з'являється під ім'ям Civitas Vetus. Донині зберігся споруджений у XVI столітті поетом Петаром Гекторовичем особняк.
Назва міста буквально означає «старе місто». Місцеві жителі називають його «Сторі Ґрод», а також «Паїз», хоча ця назва має вужче значення і більше стосується старішого центра міста.
Покровителем міста є Святий Рох, якому присвячено одну з церков у місті.

## Населення
Населення громади за даними перепису 2011 року становило 2781 осіб, 1 з яких назвала рідною українську мову. Населення самого міста становило 1885 осіб.
Динаміка чисельності населення громади:
Динаміка чисельності населення міста:

## Населені пункти
Крім міста Старий Град, до громади також входять: 
- Дол
- Рудина
- Селця-код-Старог-Града
- Врбань

## Клімат
Середня річна температура становить 16,40°C, середня максимальна – 28,28°C, а середня мінімальна – 4,48°C. Середня річна кількість опадів – 740 мм.
| Клімат міста                                  | Клімат міста | Клімат міста | Клімат міста | Клімат міста | Клімат міста | Клімат міста | Клімат міста | Клімат міста | Клімат міста | Клімат міста | Клімат міста | Клімат міста | Клімат міста |
| Показник                                      | Січ.         | Лют.         | Бер.         | Квіт.        | Трав.        | Черв.        | Лип.         | Серп.        | Вер.         | Жовт.        | Лист.        | Груд.        |              |
| Середній максимум, °C                         | 13,53        | 12,76        | 14,95        | 18,04        | 22,66        | 26,59        | 28,28        | 28,24        | 24,22        | 20,17        | 15,89        | 13,77        |              |
| Середня температура, °C                       | 9,39         | 8,64         | 10,80        | 13,90        | 18,53        | 22,45        | 25,40        | 25,34        | 21,31        | 17,28        | 13,00        | 10,86        |              |
| Середній мінімум, °C                          | 5,24         | 4,48         | 6,67         | 9,76         | 14,39        | 18,33        | 22,50        | 22,43        | 18,41        | 14,36        | 10,09        | 7,96         |              |
| Норма опадів, мм                              | 72           | 59           | 66           | 60           | 50           | 38           | 25           | 42           | 61           | 82           | 98           | 87           |              |
| Середньомісячна швидкість вітру, м/с          | 3.58         | 3.81         | 3.90         | 3.55         | 3.12         | 2.83         | 2.90         | 2.73         | 3.04         | 3.24         | 4.03         | 3.94         |              |
| Середньомісячна сонячна радіація, кДж/м²·день | 5644         | 8398         | 12089        | 16663        | 20677        | 23559        | 25133        | 22092        | 16416        | 10648        | 6146         | 4783         |              |
| --------------------------------------------- | ------------ | ------------ | ------------ | ------------ | ------------ | ------------ | ------------ | ------------ | ------------ | ------------ | ------------ | ------------ | ------------ |
| Джерело:                                      |              |              |              |              |              |              |              |              |              |              |              |              |              |